# Aetheandra multiplex
Aetheandra multiplex är en mångfotingart som beskrevs av Loomis 1934. Aetheandra multiplex ingår i släktet Aetheandra och familjen Fuhrmannodesmidae. Inga underarter finns listade i Catalogue of Life.